# Amphichthys cryptocentrus
Amphichthys cryptocentrus är en fiskart som först beskrevs av Valenciennes, 1837.  Amphichthys cryptocentrus ingår i släktet Amphichthys och familjen paddfiskar. IUCN kategoriserar arten globalt som livskraftig. Inga underarter finns listade i Catalogue of Life.